# 真理之友会
真理之友会（法語：Amis de la Verité），又名社会俱乐部，是法国大革命时期的一个政治组织。它被称作是“一个混合的革命政治俱乐部，共济会聚会，及一个文学沙龙”。它曾发行过一份具影响力的革命报刊《Mouth of Iron》。参与者包括弗朗索瓦-诺埃尔·巴贝夫和席爾凡·馬雷夏爾。